# Lophira alata

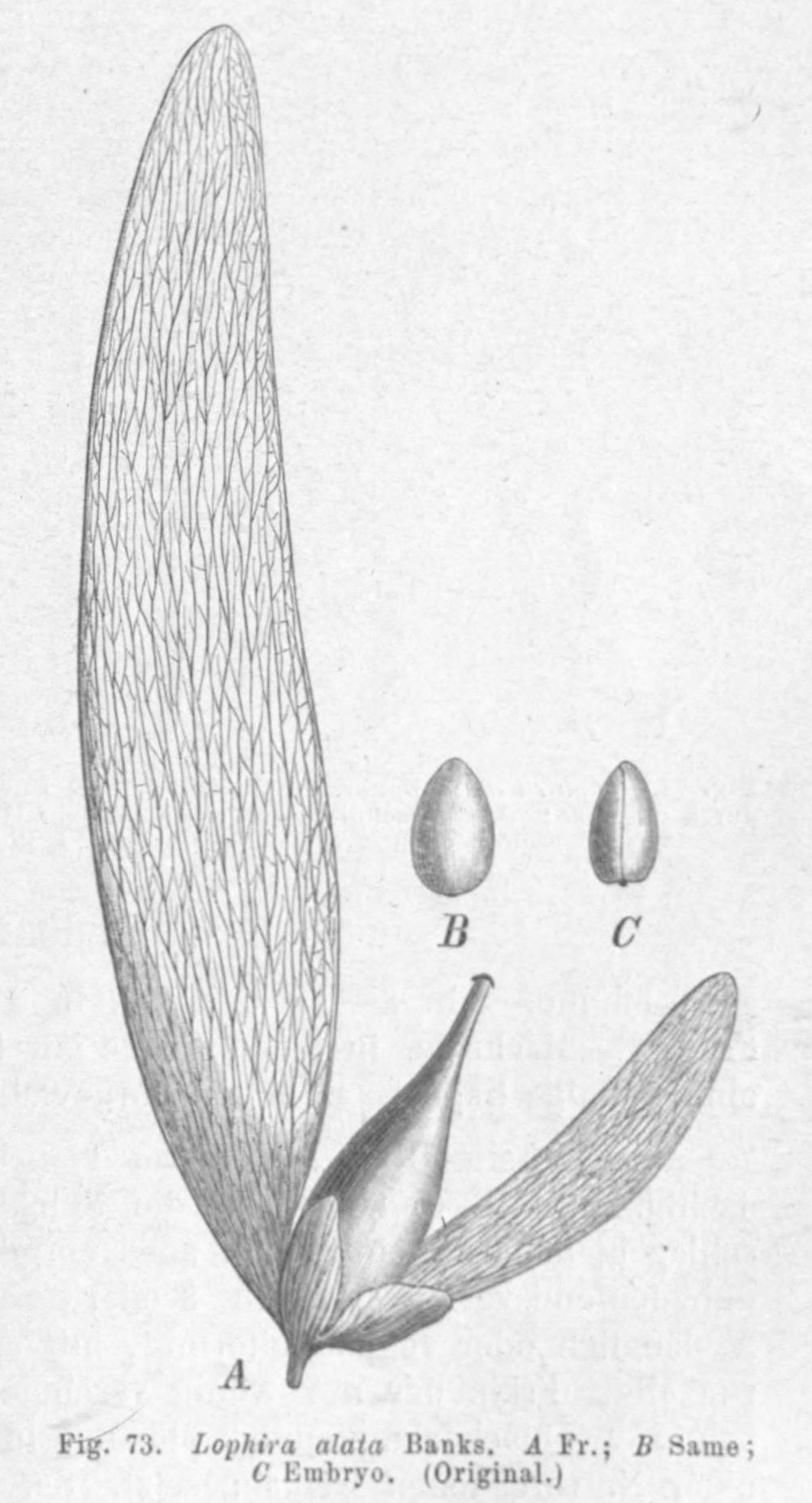
Typische Frucht der Gattung Lophira

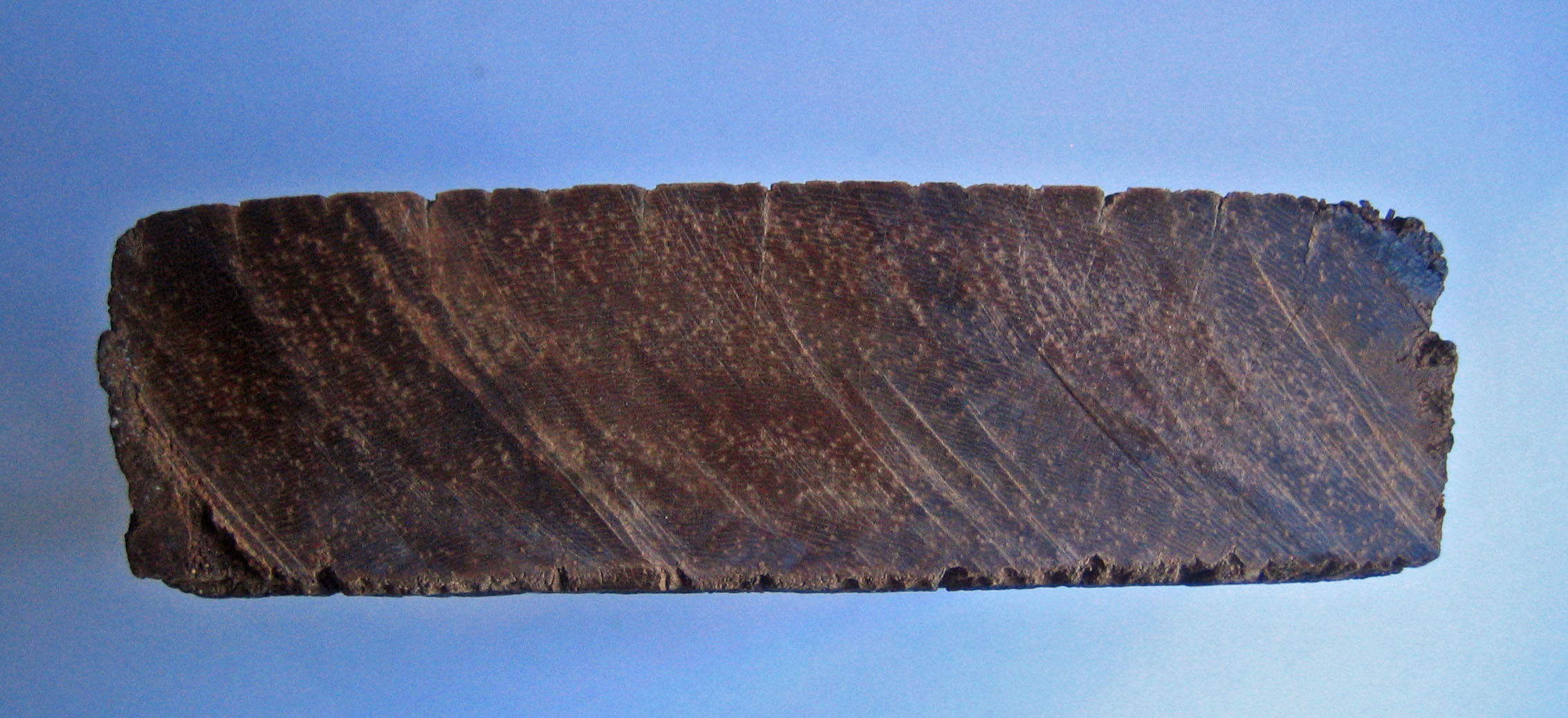
Schnitt durch Lophira-alata-Holz

Lophira alata ist eine von zwei Pflanzenarten der Gattung Lophira in der Familie der Ochnaceae. Diese Art wird z. B. in Kamerun „Bongossi“, „Bang“ oder „Bakoundou“, in Ghana „Kakou“, an der Elfenbeinküste „Esore“, in Nigeria „Aba“, „Eba“ oder „Bongossi“, in Sierra Leone „Endwi“ genannt, einige dieser Namen sind auch Handelsnamen für das Holz: Red Ironwood oder Ekki ist der gebräuchlichste Handelsname im englischsprachigen Raum, Azobé und Bongossi sind wohl im deutschsprachigen Raum die wichtigsten Namen für dieses Holz.

## Beschreibung

### Vegetative Merkmale
Lophira alata ist ein meist halbimmergrüner, tropischer Laubbaum, der Wuchshöhen von bis zu 40–60 Meter und Stammdurchmesser von bis zu 1,4–1,8 Meter erreichen kann. Die Borke ist gräulich bis bräunlich und leicht in Schuppen oder Streifen abblätternd. Diese Art besitzt teils Brettwurzeln oder ist am Stamm geriffelt.
Die einfachen, glatten, ledrigen, glänzenden und gestielten, verkehrt-eiförmigen, -eilanzettlichen oder lanzettlichen Laubblätter sind 12 bis 30 cm lang und 4 bis 11 cm breit. Sie sind spiralig an den Zweigenden angeordnet und sind unterseits heller und ganzrandig sowie an der Spitze abgerundet bis ausgerandet. Der Blattstiel ist 1 bis 2,5 cm lang. Die Nervatur ist sehr fein gefiedert mit hellerer Mittelader. Beim Austrieb sind die jungen Blätter rötlich und an jungen Pflanzen sind sie teils einiges länger. Die früh abfallenden Nebenblätter sind 5 bis 6 mm lang.

### Generative Merkmale
Der endständige, pyramidale und kahle, lockere rispige Blütenstand ist etwa 15 bis 20 cm lang. Die stark duftenden Blüten sind gestielt, zwittrig, radiärsymmetrisch und fünfzählig mit doppelter Blütenhülle. Die Blütenstiele sind bis 2,5 cm lang und kahl und im oberen Teil mit einem „Gelenk“. Die fünf, freien und kahlen, grünlichen bis weiß-roten Kelchblätter sind leicht ungleich und bis 1 cm lang. Die freien, glatten und gelben (mögl. zuerst weißen) und dachziegelig angeordneten Kronblätter sind verkehrt-herzförmig und bis 1,5 cm lang. Es können vereinzelt auf den Petalen streifige, orange Saftmale vorhanden sein. Die vielen, freien, kreisig angeordneten und bis 10 mm langen Staubblätter besitzen weiße Staubfäden und längliche, orange Staubbeutel. Der konische, einkammerige (unvollständig zweifächrige) und rippige Fruchtknoten ist oberständig und gelblich-weiß, sowie mit einem kleinen Diskus an der Basis bzw. unterlegt und mit einigen Samenanlagen. Der kurze, konische Griffel hat zwei spreizende Narbenäste.
Die relativ glatten, eiförmigen, langspitzigen und leicht holzigen, bräunlichen, nicht öffnenden Flügelfrüchte (Pseudosamara) sind bis etwa 3 cm lang und bis 1,5 cm breit. Während der Fruchtreife vergrößern sich zwei, der fünf der Frucht anhaftenden Kelchblätter, ungleich stark. Die fünf Kelchblätter sind zuerst weiß-rot und dann holzig, feinaderig und bräunlich. Zwei werden groß und länglich, flügelig; eines ist 8 bis 12 cm lang und 2 bis 3 cm breit und das andere 4 bis 6 cm lang und etwa 1 bis 1,4 cm breit. Die anderen drei anhaftenden Kelchblätter bleiben klein. Jede Frucht enthält nur einen eiförmigen Samen mit dünner Samenschale.
Die Chromosomenzahl beträgt 2n = 28.

## Vorkommen
Diese Art besitzt Vorkommen vom Senegal bis Kamerun und Gabun sowie bis in die Republik Kongo und den Kongo. Das Hauptvorkommen gedeiht in Kamerun und der Elfenbeinküste. Lophira alata ist eine sehr seltene Baumart und möglicherweise vom Aussterben bedroht.

## Systematik
Die Erstbeschreibung als Lophira alata erfolgte 1805 durch Karl Friedrich von Gärtner in Supplementum Carpologiae: 52, Tab. 188 (CLXXXVIII), f. 2, nach Joseph Banks. Ein Synonym für die Art ist Lophira procera A.Chev. andere sind Lophira simplex G.Don, Lophira thollonii Tiegh., Lophira africana Loudon ex G.Don, Lophira barteri Tiegh. und Lophira macrophylla Tiegh.

## Nutzung und Eigenschaften

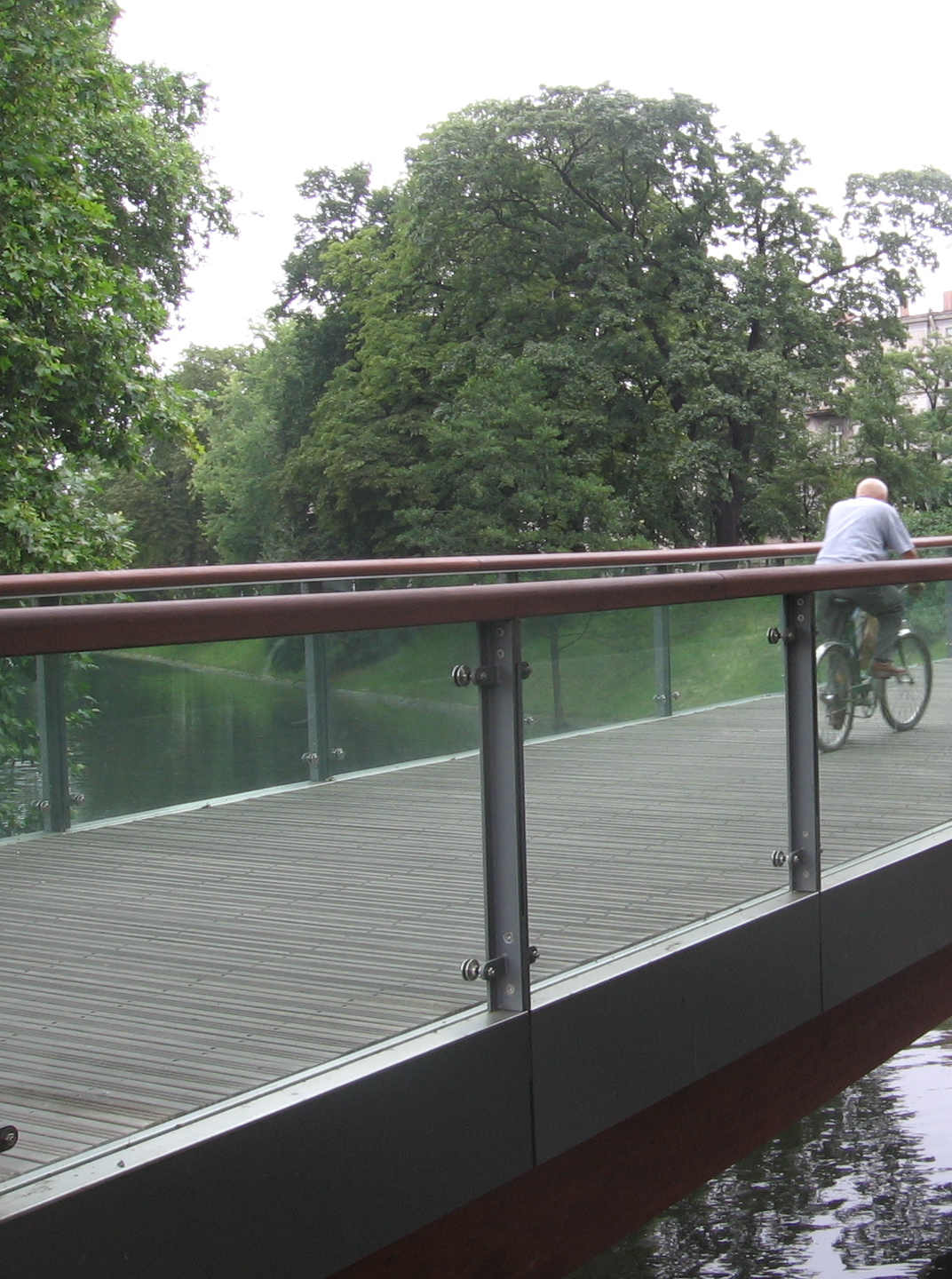
Holz von Lophira alata als Bodenbelag auf einer Fußgängerbrücke in Breslau

Die Bäume liefern ein tief rotbraunes, sehr schweres, stark schwindendes, hartes und witterungsfestes Konstruktionsholz, für Land-, Wasser- und Fahrzeugbau, Treppenstufen und Werkzeuggriffe, Zaunpfähle und anderes geeignet, dem Härte und Witterungsbeständigkeit abverlangt wird. Bedingt durch die hohe Dichte sinkt es im Wasser zu Boden (Eisenholz), daher wird es auch im Wasserbau verwendet. Das Holz ist leicht ölig, Splitter können Infektionen auslösen. Durch die hohe Dichte lässt sich das Holz nur schwer bearbeiten (Nageln ohne Vorbohren ist nicht möglich). Beim Einschneiden des Stammes kann es zu unangenehmen Gerüchen kommen, die nach kurzer Zeit verfliegen. Die Resistenz gegen Insekten und Pilze ist sehr hoch.
Kenngrößen:
- Raumgewicht: 1–1,15 g/cm3
- Zugfestigkeit 150–215 N/mm2
- Druckfestigkeit 87–108 N/mm2
- Biegefestigkeit 165–240 N/mm2
- Härte nach Brinell 55